# DFB-Futsal-Cup 2008
Der DFB-Futsal-Cup 2008 war die dritte Auflage des DFB-Futsal-Cups, der deutschen Meisterschaft im Futsal. Die Endrunde fand am 11. und 12. April 2008 in Mülheim an der Ruhr statt. Sieger wurde der UFC Münster.

## Teilnehmer
Für den DFB-Futsal-Cup qualifizierten sich die Meister der fünf Regionalverbände des DFB. Dazu kamen drei Vizemeister.
| Platz | Nord              | West                    | Südwest         | Süd                 | Nordost           |
| 1     | VfV 06 Hildesheim | UFC Münster             | SpVgg Ingelheim | TSC Stuttgart       | SD Croatia Berlin |
| 2     | Suchsdorfer SV    | FC Montenegro Wuppertal |                 | FC Portus Pforzheim |                   |

## Spielplan

### Gruppe A
| Pl. | Verein              | Sp. | S | U | N | Tore    | Diff. | Punkte |
| --- | ------------------- | --- | - | - | - | ------- | ----- | ------ |
| 1.  | UFC Münster         | 3   | 1 | 2 | 0 | 009:600 | +3    | 05     |
| 2.  | FC Portus Pforzheim | 3   | 1 | 2 | 0 | 007:500 | +2    | 05     |
| 3.  | Suchsdorfer SV      | 3   | 0 | 3 | 0 | 006:600 | ±0    | 03     |
| 4.  | SD Croatia Berlin   | 3   | 0 | 1 | 2 | 005:100 | −5    | 01     |

|                     | Ergebnis |                     |
| ------------------- | -------- | ------------------- |
| UFC Münster         | 3:3      | Suchsdorfer SV      |
| SD Croatia Berlin   | 3:5      | FC Portus Pforzheim |
| UFC Münster         | 5:2      | SD Croatia Berlin   |
| Suchsdorfer SV      | 1:1      | FC Portus Pforzheim |
| Suchsdorfer SV      | 2:2      | SD Croatia Berlin   |
| FC Portus Pforzheim | 1:1      | UFC Münster         |

### Gruppe B
| Pl. | Verein                  | Sp. | S | U | N | Tore    | Diff. | Punkte |
| --- | ----------------------- | --- | - | - | - | ------- | ----- | ------ |
| 1.  | TSC Stuttgart           | 3   | 2 | 1 | 0 | 013:800 | +5    | 07     |
| 2.  | VfV 06 Hildesheim       | 3   | 1 | 2 | 0 | 011:900 | +2    | 05     |
| 3.  | FC Montenegro Wuppertal | 3   | 1 | 1 | 1 | 009:900 | ±0    | 04     |
| 4.  | SpVgg Ingelheim         | 3   | 0 | 0 | 3 | 006:130 | −7    | 0      |

|                         | Ergebnis |                         |
| ----------------------- | -------- | ----------------------- |
| VfV 06 Hildesheim       | 4:4      | FC Montenegro Wuppertal |
| TSC Stuttgart           | 6:3      | SpVgg Ingelheim         |
| VfV 06 Hildesheim       | 4:4      | TSC Stuttgart           |
| FC Montenegro Wuppertal | 4:2      | SpVgg Ingelheim         |
| FC Montenegro Wuppertal | 1:3      | TSC Stuttgart           |
| SpVgg Ingelheim         | 1:3      | VfV 06 Hildesheim       |

### Halbfinale
|               | Ergebnis       |                     |
| ------------- | -------------- | ------------------- |
| UFC Münster   | 7:6 n.S. (1:1) | VfV 06 Hildesheim   |
| TSC Stuttgart | 6:4 n.S.       | FC Portus Pforzheim |

### Spiel um Platz drei
|                   | Ergebnis |                     |
| ----------------- | -------- | ------------------- |
| VfV 06 Hildesheim | 5:4 n.S. | FC Portus Pforzheim |

### Finale
|             | Ergebnis |               |
| ----------- | -------- | ------------- |
| UFC Münster | 6:3      | TSC Stuttgart |